# Campionato finlandese di calcio a 5
Il campionato finlandese di calcio a 5 è un insieme di tornei nazionali e regionali gestito dalla Federazione calcistica della Finlandia. I primi due livelli ("Futsal-Liiga" e "Futsal-Ykkönen") sono organizzati direttamente dalla Federazione mentre quelli inferiori dai comitati regionali.

## Storia
Il campionato finlandese si svolge dal 1997 e dalla stagione 2002-2003 è articolato in un girone unico. La formula prevede un girone all'italiana seguito da una fase a play-off a cui accedono le prime otto squadre classificate nella stagione regolare. Le squadre più titolate sono l'Ilves di Tampere con 8 titoli, seguito dal KaDy di Jyväskylä con 5.

## Albo d'oro
- 1997:  Ponnistajat (1)
- 1998-1999:  Kemi-Tornio (1)
- 1999-2000:  Willmanstrand (1)
- 2000-2001:  Kemi-Tornio (2)
- 2001-2002:  Kemi-Tornio (3)
- 2002-2003:  GFT Espoo (1)
- 2003-2004:  Ilves (1)
- 2004-2005:  Ilves (2)
- 2005-2006:  Mad Max (1)
- 2006-2007:  Ilves (3)
- 2007-2008:  GFT Espoo (2)
- 2008-2009:  GFT Espoo (3)
- 2009-2010:  Ilves (4)
- 2010-2011:  Ilves (5)
- 2011-2012:  Ilves (6)

- 2012-2013:  Ilves (7)
- 2013-2014:  Ilves (8)
- 2014-2015:  Sievi (1)
- 2015-2016:  Sievi (2)
- 2016-2017:  Sievi (3)
- 2017-2018:  KaDy (1)
- 2018-2019:  KaDy (2)
- 2019-2020: non assegnato
- 2020-2021:  KaDy (3)
- 2021-2022:  KaDy (4)
- 2022-2023:  KaDy (5)
- 2023-2024:  Akaa (1)